# Persequentur vos in civitate ista, fugite in aliam
Persequentur vos in civitate ista, fugite in aliam es una locución latina que significa: «Si os persiguen en esta ciudad, huid hacia otra».
Se cita para indicar que la prudencia aconseja saber huir de un peligro para ser más útil en otra parte donde éste no exista. Esta frase aparece en el evangelio de San Mateo (10–23), como una indicación de Jesucristo para enseñar que el apostolado a veces exigía esta prudencia.
- Datos: Q6072935